# Police (film 1985)
Police è un film del 1985 diretto da Maurice Pialat.

## Trama
Mangin è un poliziotto a volte brutale, a volte sensibile, l'incontro con Noria, escort donna di facili costumi e amante di un trafficante di droga, sconvolge la sua vita.

## Riconoscimenti
- 1985 - Mostra internazionale d'arte cinematografica
  - Coppa Volpi per la migliore interpretazione maschile (Gérard Depardieu)